# Heinrich Bach
Heinrich Bach (Wechmar, Alemanya, 16 de setembre de 1615 - Arnstadt, Alemanya, 10 de juliol de 1692) va ser un organista alemany. Va ser cap de la branca de la família Bach d'Arnstadt.
Va ser l'últim fill de Johann (Hans) Bach i a la mort del seu pare va ser el seu germà gran Johann el que el va educar i ensenyar a tocar l'orgue.
Des de 1641 va ser l'organista a l'Oberkirche i a la Liebfrauenkirche d'Arnstadt, càrrec que mantindria fins a la seva mort. Es va casar el 1642 amb Eva des Suhler. Va morir a Arnstadt el 10 de juliol de 1692.
Va deixar obres vocals i corals per a orgue, però només ens han arribat la cantata Ich danke dir, Gott.
Tres dels seus fills van ser músics:
- Johann Christoph Bach (1642-1703)
- Johann Michael Bach
- Johann Günther Bach